# Trũng Okinawa

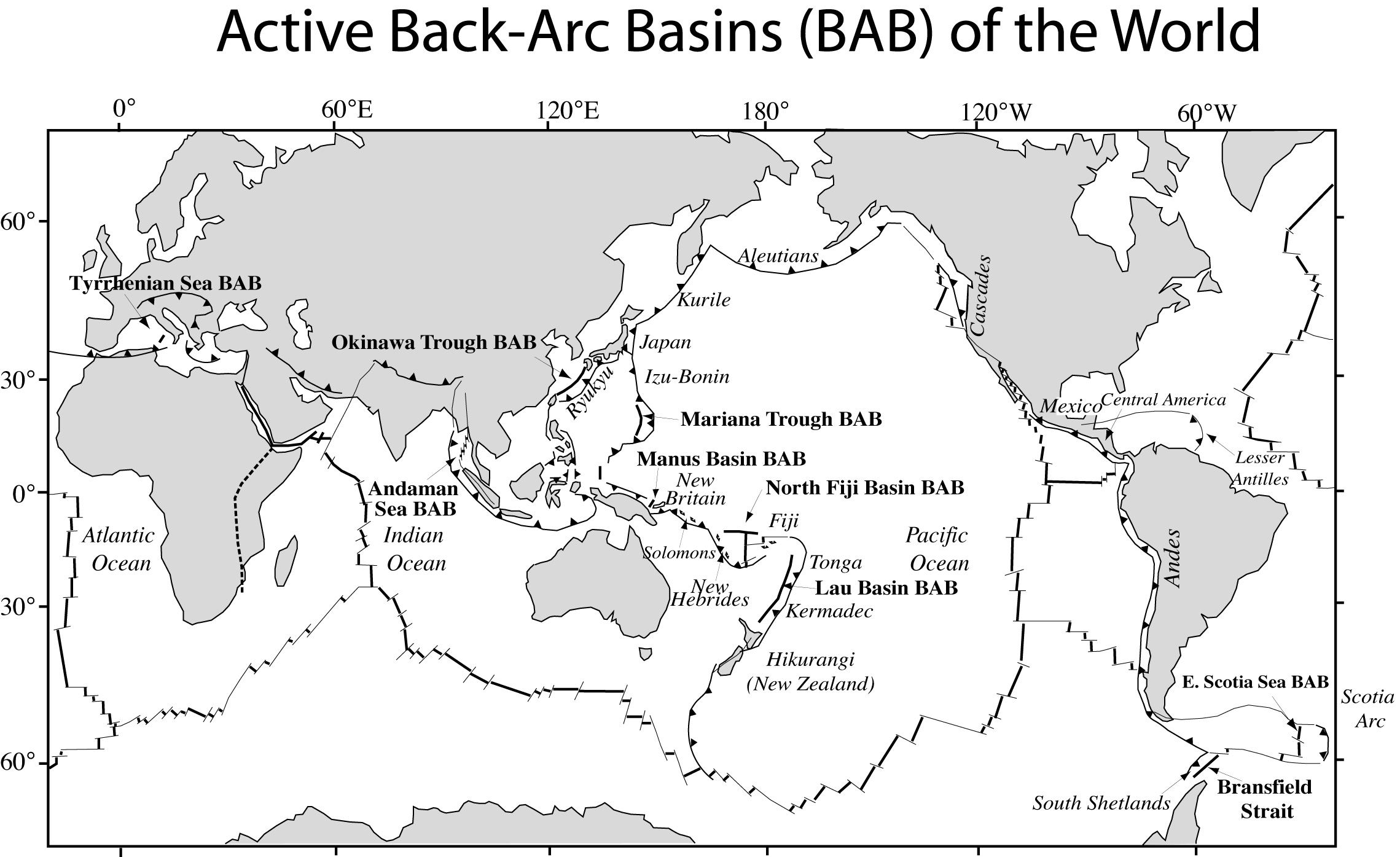
Trũng Okinawa trên bản đồ thể hiện các bồn trũng sau cung của thế giới

Trũng Okinawa (沖縄トラフ Okinawa Torafu) hay Trung-Lưu giới câu (tiếng Trung: 中琉界沟, nghĩa là "rãnh biên giới Trung Quốc-Lưu Cầu") là một bồn trũng sau cung ở biển Hoa Đông, hình thành do sự mở rộng của thạch quyển lục địa phía sau hệ thống cung-vực Ryukyu, nói cách khác là khi mảng Biển Philippines bị hút chìm dưới mảng Á-Âu. Trũng Okinawa có một khu vực rộng lớn sâu 1.000 mét và đạt độ sâu tối đa 2.716 m.

## Giải thích địa lý

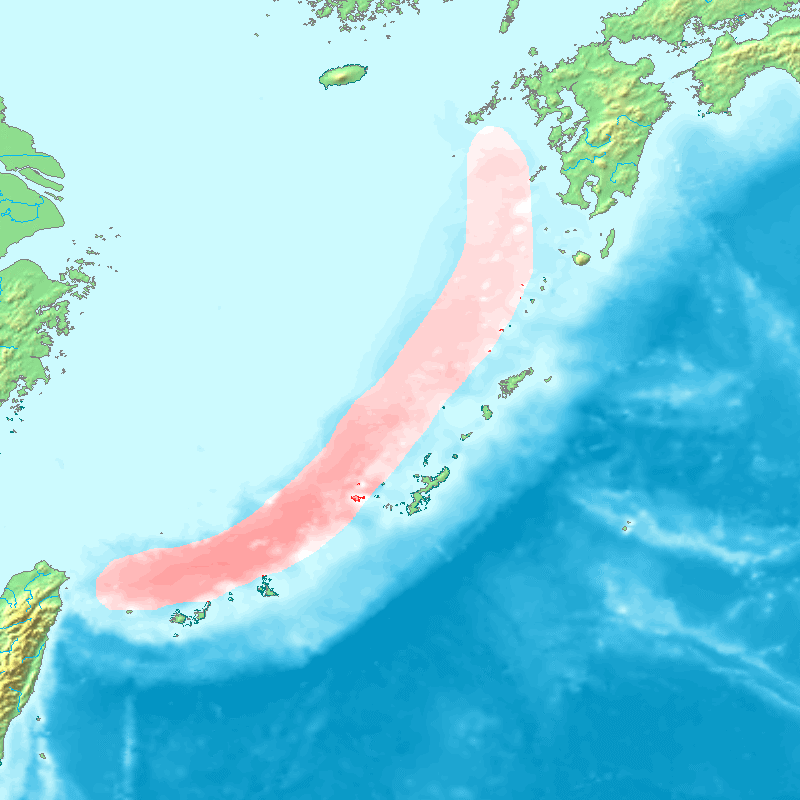
Trũng Okinawa (màu hồng)

Theo giáo sư Quý Quốc Hưng từ Khoa châu Á-Thái Bình Dương thuộc Đại học Nghiên cứu Quốc tế Thượng Hải thì sự tồn tại của trũng Okinawa khiến việc phân định ranh giới thềm lục địa biển Hoa Đông trở nên phức tạp. Theo cách diễn dịch địa lý của Trung Quốc, "...trũng Okinawa chứng tỏ rằng thềm lục địa của Trung Quốc và Nhật Bản không hề nối liền với nhau, tức là trũng này đóng vai trò đường biên giới giữa hai quốc gia, và không nên bỏ qua trũng đó...". Ngược lại, theo cách diễn dịch địa lý của Nhật Bản, "...trũng Okinawa chỉ là một miền trũng vô tình hiện diện tại rìa lục địa liên tục giữa hai quốc gia... và tức là nên bỏ qua các tác động pháp lý của trũng này..."

## Tiến trình pháp lý
Ngày 15 tháng 8 năm 2013, phái đoàn Trung Quốc thuyết trình trước Ủy ban Ranh giới Thềm lục địa (CLCS) của Liên Hợp Quốc về đề xuất phân định ranh giới thềm lục địa ngoài phạm vi 200 hải lý trong biển Hoa Đông. Nước này cho rằng thềm lục địa của họ trong biển Hoa Đông mở rộng một cách tự nhiên đến trũng Okinawa, vượt ngoài phạm vi 200 hải lý tính từ đường cơ sở đất liền. Theo Công ước Liên Hợp Quốc về Luật biển, bất kì quốc gia nào đòi hỏi thềm lục địa vượt ngoài phạm vi 200 hải lý đều phải cung cấp các bằng chứng mang tính khoa học cho phía CLCS. Để thu thập dữ liệu thuyết phục, Trung Quốc cử 14 tàu khảo sát khoa học tiến hành nghiên cứu trên phạm vi 250.000 kilômét vuông, đo lường chiều dài trên 500.000 km.